# Ялівець
Ялове́ць або яліве́ць (лат. Juniperus) — рід вічнозелених деревних рослин родини кипарисових.
Латинську назву juniperus вперше згадував давньоримський поет Вергілій, що пізніше дозволило Ліннею застосувати це слово для назви роду. Проте існує інша версія — що слово походить від кельтського ieneprus — «колючий». Українська назва походить від прасл. *(j)alovьcь (звідки також біл. ядловец, чеськ. jalovec, пол. jałowiec, в.-луж. jałorc), похідне від *jalovъ — «безплідний»; первісно, очевидно, означало рослини ялівцю з чоловічими квітами.
Налічується 71 вид, 9 з яких — в Україні. Найпоширеніші з них:
- Ялівець звичайний (J. communis) — кущ або деревце (до 6 м заввишки), що росте в лісах Карпат, на Поліссі та в північній смузі Лісостепу,
- Ялівець сибірський (J. communis subsp. alpina) — кущ (30—90 см заввишки), що росте в Карпатах вище гірської границі лісів разом з криволіссям.
- Ялівець віргінський — в Україні вирощується як декоративна рослина.

Ялівець використовують для закріплення пісків, створення живоплотів тощо; деревину ялівця використовують для виготовлення меблів, олівців тощо.

## Види
Рід містить понад 60 видів:

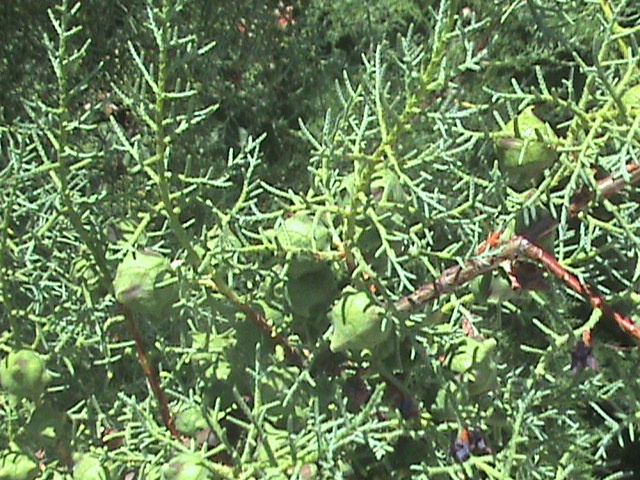
Шишки ялівцю

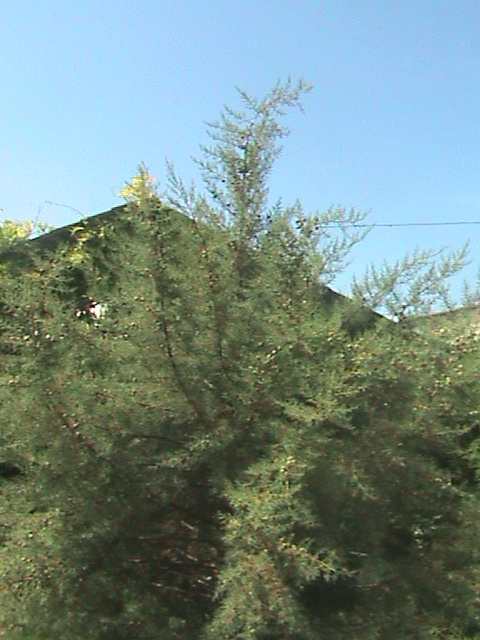
Ялівець-дерево у Криму

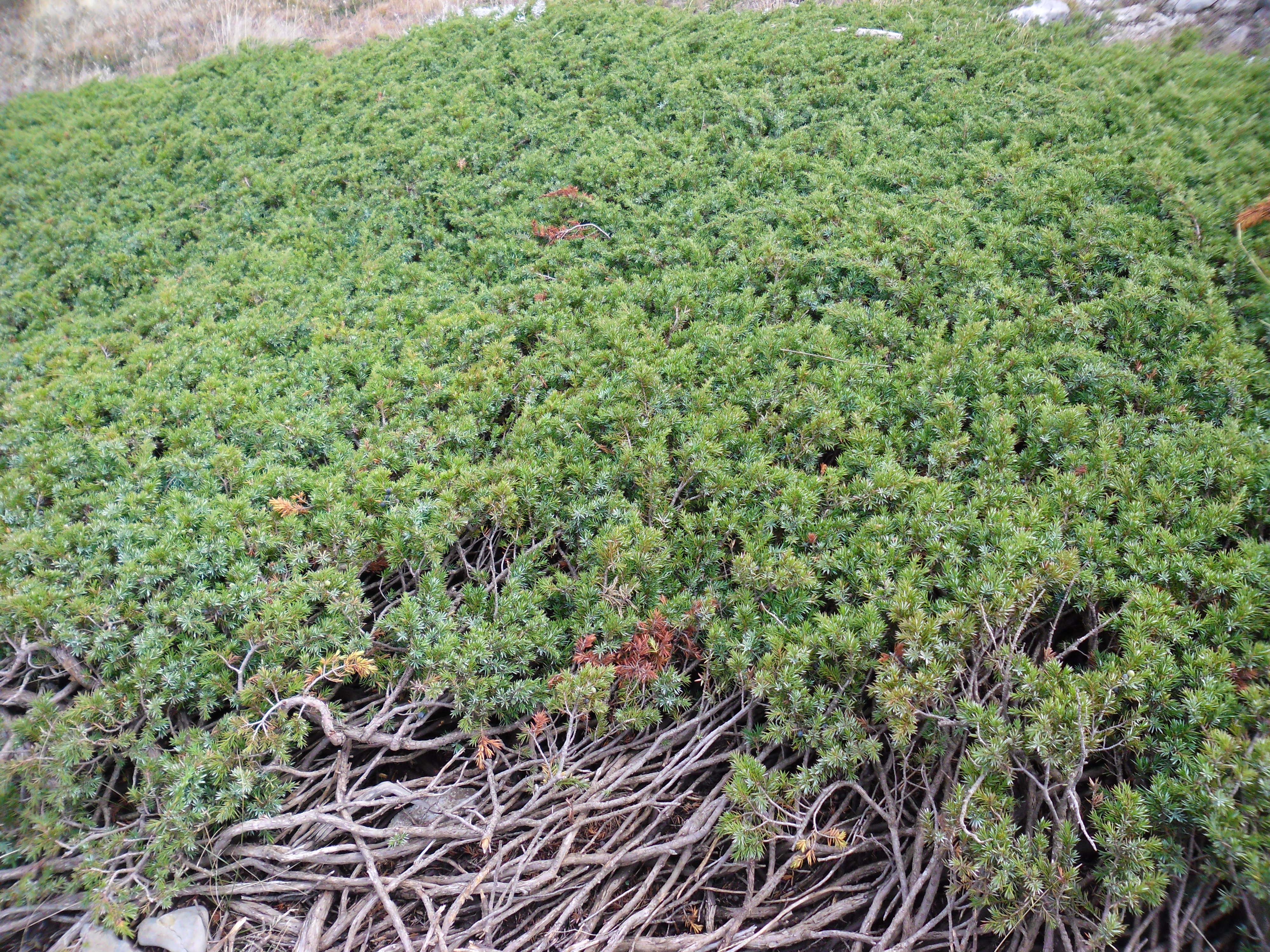
Ялівець-кущі у Криму, Чатир-Даг

1. Ялівець високий (Juniperus excelsa)
2. Ялівець віргінський (Juniperus virginiana)
3. Ялівець звичайний (Juniperus communis)
4. Ялівець козацький (Juniperus sabina)
5. Juniperus angosturana R.P.Adams
6. Juniperus arizonica R.P.Adams
7. Juniperus ashei J.Buchholz
8. Juniperus barbadensis L.
9. Juniperus bermudiana L.
10. Juniperus blancoi Martínez
11. Juniperus brevifolia (Seub.) Antoine
12. Juniperus californica Carrière
13. Juniperus canariensis Guyot & Mathou
14. Juniperus cedrus Webb & Berthel.
15. Juniperus chinensis L.
16. Juniperus coahuilensis (Martínez) Gaussen ex R.P.Adams
17. Juniperus comitana Martínez
18. Juniperus convallium Rehder & E.H.Wilson
19. Juniperus coxii A.B.Jacks.
20. Juniperus deltoides R.P.Adams
21. Juniperus deppeana Steud. (syn. J. pachyphlaea Torr.)
22. Juniperus drupacea Labill.
23. Juniperus durangensis Martínez
24. Juniperus excelsa M.Bieb.
25. Juniperus flaccida Schltdl.
26. Juniperus foetidissima Willd.
27. Juniperus formosana Hayata
28. Juniperus gamboana Martínez
29. Juniperus gracilior Pilg.
30. Juniperus grandis R.P.Adams
31. Juniperus horizontalis Moench
32. Juniperus indica Bertol.
33. Juniperus jaliscana Martínez
34. Juniperus komarovii Florin
35. Juniperus macrocarpa Sm.
36. Juniperus mairei Lemée & H.Lév.
37. Juniperus monosperma (Engelm.) Sarg.
38. Juniperus monticola Martínez
39. Juniperus morrisonicola Hayata
40. Juniperus mucronata R.P.Adams
41. Juniperus navicularis Gand.
42. Juniperus occidentalis Hook.
43. Juniperus osteosperma (Torr.) Little
44. Juniperus oxycedrus L.
45. Juniperus phoenicea L.
46. Juniperus pinchotii Sudw.
47. Juniperus pingii W.C.Cheng ex Ferré
48. Juniperus poblana (Martínez) R.P.Adams
49. Juniperus polycarpos K.Koch
50. Juniperus procera Hochst. ex Endl.
51. Juniperus procumbens (Siebold ex Endl.) Miq.
52. Juniperus przewalskii Kom.
53. Juniperus pseudosabina Fisch. & C.A.Mey.
54. Juniperus recurva Buch.-Ham. ex D.Don
55. Juniperus rigida Siebold & Zucc. (syn. J. conferta Parl.)
56. Juniperus saltillensis M.T.Hall
57. Juniperus saltuaria Rehder & E.H.Wilson
58. Juniperus saxicola Britton & P.Wilson
59. Juniperus scopulorum Sarg.
60. Juniperus semiglobosa Regel
61. Juniperus seravschanica Kom.
62. Juniperus squamata Buch.-Ham. ex D.Don
63. Juniperus standleyi Steyerm.
64. Juniperus taxifolia Hook. & Arn.
65. Juniperus thurifera L.
66. Juniperus tibetica Kom.
67. Juniperus tsukusiensis Masam.
68. Juniperus turbinata Guss.
69. Juniperus zanonii R.P.Adams

## Цікаві особливості
Спостереження садівників показують, що ялівець і груша погано уживаються в саду у випадку, якщо знаходяться поряд. Ялівець і груша є носіями одного і того ж виду грибка (лат. Gymnosporangium sabinae), що спричиняє захворювання на іржу груші та ялівцю. В певному сенсі їхнє сусідство має алелопатичні ознаки — насадження ялівцю у грушевому саду можуть призвести до поширення іржі груші, втрати продуктивності грушевого саду і навіть його поступової загибелі.